# يو إس إس دوبيوك (بي جي 17)
يو إس إس دوبيوك (بي جي 17) كانت سفينة دورية مقاتلة تابعة للبحرية الأمريكية خدمت في كل من الحرب العالمية الأولى والحرب العالمية الثانية . سميت باسم مدينة دوبيوك في ولاية آيوا الأمريكية.
تم إطلاقها في 15 أغسطس 1904. وتم تكليفها في 3 يونيو 1905، بقيادة الملازم أول أوغسطس إف فيشتيلر .